# لیبان عبدی
لیبان عبدی علی (سومالیایی: Liibaan Cabdi؛ ۵ ۵ اکتبر ۱۹۸۸) بازیکن فوتبال سومالیایی است که در پست وینگر چپ بازی می‌کند. او پیش از این برای شفیلد یونایتد در انگلستان، فرنتس‌واروش در مجارستان، اولیاننسه در پرتغال و هاوگسون در کشور خود نروژ بازی کرده است.
عبدی زادهٔ سومالی است و در نروژ بزرگ شده و تابعیت نروژی دارد. او واجد شرایط بازی بین‌المللی برای سومالی‌لند، سومالی و نروژ است.

## اوایل زندگی
عبدی در سال ۱۹۸۸ در برعو، سومالی‌لند، سومالی زاده شد. او بیشتر دوران کودکی خود را در اسلو، نروژ گذراند، و در آنجا در مدرسهٔ ابتدایی و راهنمایی تحصیل کرد. او در استونر، واقع در بخش شرقی اسلو زندگی می‌کرد.

## فعالیت حرفه‌ای

### باشگاهی
عبدی در سن ۱۴ سالگی به همراه خانواده به انگلستان رفت و پس از یک سال اقامت در آن کشور، به آکادمی جوانان شفیلد یونایتد پیوست. او نخستین سومالیایی بود که پس از تحت تأثیر قرار دادن آکادمی این باشگاه، با شفیلد یونایتد قرارداد فوتبال حرفه‌ای منعقد کرد. پس از گذراندن دورانی در تیم‌های نیوپورت پنیول و باکینگهام تاون، او توسط یونایتد انتخاب شد، و متعاقباً با کمک برنامهٔ فوتبال متحد می‌کند، نژادپرسی جدا می‌کند به شفیلد نقل مکان کرد.

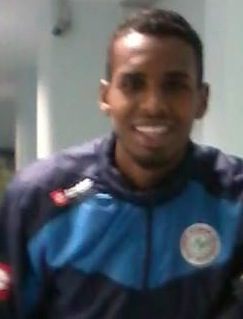
لیبان عبدی در سال ۲۰۱۴.

عبدی پس از امضای قراردادی دو ساله در تابستان ۲۰۰۸، برای فصل بعد به باشگاه خواهر بلیدز، فرنتس‌واروش قرض داده شد تا تجربهٔ حضور در تیم اصلی را به دست آورد. در بازگشت، و پس از شکست در تیم اصلی در برامال لین، او در ژوئیه ۲۰۱۰ از سوی شفیلد یونایتد آزاد شد.
او سپس به‌صورت دائمی به فرنتس‌واروش پیوست و دو فصل را در این باشگاه گذراند، پس از آن نیز در فصلی که در ۲۰۱۲ پایان می‌یافت به باشگاه اولیاننسه حاضر در لیگ برتر پرتغال رفت.

### ملی
عبدی واجد شرایط بازی برای هر سه تیم سومالی‌لند، سومالی و نروژ است، اما تاکنون به نمایندگی از هیچ‌یک از آن‌ها به میدان نرفته است، اگرچه او اعلام کرده است که می‌خواهد برای نروژ بازی کند. هنگامی که اگیل اولسن سرمربی تیم ملی نروژ، ترکیب خود را برای بازی دوستانه مقابل یونان در اوت ۲۰۱۲ اعلام کرد، دریلو گفت که با وجود اینکه عبدی در پرتغال بازی می‌کرده است، هرگز بازی او را در عمل ندیده بوده است. دو ماه بعد دریلو هنگام اعلام ترکیب خود برای مسابقات مقدماتی جام جهانی مقابل سوئیس و قبرس اظهار داشت که عبدی به اندازهٔ کافی برای تیم نروژ خوب نیست. در سپتامبر ۲۰۱۸ او اعلام کرد که برای سومالی بازی نخواهد کرد، اما تلاش خواهد کرد تا به این کشور در خارج از زمین کمک کند.

## آمار حرفه‌ای
تا تاریخ ۱۲ آوریل ۲۰۱۸
| باشگاه             | فصل      | لیگ                   | لیگ  | لیگ | جام  | جام | جام لیگ | جام لیگ | سایر | سایر | مجموع | مجموع |
| باشگاه             | فصل      | بخش                   | بازی | گل  | بازی | گل  | بازی    | گل      | بازی | گل   | بازی  | گل    |
| ------------------ | -------- | --------------------- | ---- | --- | ---- | --- | ------- | ------- | ---- | ---- | ----- | ----- |
| شفیلد یونایتد      | ۲۰۰۸–۰۹  | چمپیونشیپ             | ۰    | ۰   | ۰    | ۰   | ۰       | ۰       | ۰    | ۰    | ۰     | ۰     |
| شفیلد یونایتد      | ۲۰۰۹–۱۰  | قهرمانی               | ۰    | ۰   | ۰    | ۰   | ۰       | ۰       | —    | —    | ۰     | ۰     |
| شفیلد یونایتد      | مجموع    | مجموع                 | ۰    | ۰   | ۰    | ۰   | ۰       | ۰       | ۰    | ۰    | ۰     | ۰     |
| فرنتس‌واروش         | ۲۰۰۸–۰۹  | لیگ دسته دوم مجارستان | ۷    | ۲   | ۱    | ۲   | ۱       | ۰       | —    | —    | ۹     | ۴     |
| فرنتس‌واروش         | ۲۰۰۹–۱۰  | لیگ دسته اول مجارستان | ۱۰   | ۱   | ۱    | ۰   | ۴       | ۰       | —    | —    | ۱۵    | ۱     |
| فرنتس‌واروش         | ۲۰۱۰–۱۱  | لیگ دسته اول مجارستان | ۱۷   | ۱   | ۲    | ۰   | ۲       | ۱       | —    | —    | ۲۱    | ۲     |
| فرنتس‌واروش         | ۲۰۱۱–۱۲  | لیگ دسته اول مجارستان | ۱۲   | ۱   | ۳    | ۰   | ۱       | ۰       | ۴    | ۲    | ۲۰    | ۳     |
| فرنتس‌واروش         | مجموع    | مجموع                 | ۴۶   | ۵   | ۷    | ۲   | ۸       | ۱       | ۴    | ۲    | ۶۵    | ۱۰    |
| فرنتس‌واروش ۲       | ۲۰۰۹–۱۰  | لیگ دسته سوم مجارستان | ۵    | ۰   | —    | —   | —       | —       | —    | —    | ۵     | ۰     |
| فرنتس‌واروش ۲       | ۲۰۱۰–۱۱  | لیگ دسته دوم مجارستان | ۷    | ۲   | —    | —   | —       | —       | —    | —    | ۷     | ۲     |
| فرنتس‌واروش ۲       | ۲۰۱۱–۱۲  | لیگ دسته دوم مجارستان | ۷    | ۵   | —    | —   | —       | —       | —    | —    | ۷     | ۵     |
| فرنتس‌واروش ۲       | مجموع    | مجموع                 | ۱۹   | ۷   | ۰    | ۰   | ۰       | ۰       | ۰    | ۰    | ۱۹    | ۷     |
| اولیاننسه          | ۲۰۱۲–۱۳  | لیگ برتر پرتغال       | ۱۶   | ۴   | ۱    | ۱   | ۲       | ۰       | —    | —    | ۱۹    | ۵     |
| آکادمیکا کویمبرا   | ۲۰۱۳–۱۴  | لیگ برتر پرتغال       | ۱۱   | ۰   | ۰    | ۰   | —       | —       | —    | —    | ۱۱    | ۰     |
| چای‌کار ریزه‌اسپور   | ۲۰۱۳–۱۴  | سوپر لیگ ترکیه        | ۶    | ۱   | ۰    | ۰   | —       | —       | —    | —    | ۶     | ۱     |
| چای‌کار ریزه‌اسپور   | ۲۰۱۴–۱۵  | سوپر لیگ ترکیه        | ۷    | ۰   | ۶    | ۰   | —       | —       | —    | —    | ۱۳    | ۰     |
| چای‌کار ریزه‌اسپور   | مجموع    | مجموع                 | ۱۳   | ۱   | ۶    | ۰   | ۰       | ۰       | ۰    | ۰    | ۱۹    | ۱     |
| لفسکی صوفیه (قرضی) | ۲۰۱۴–۱۵  | گروه آ                | ۹    | ۲   | ۵    | ۰   | —       | —       | —    | —    | ۱۴    | ۲     |
| هوگسوند            | ۲۰۱۶     | لیگ برتر نروژ         | ۱۴   | ۲   | ۰    | ۰   | —       | —       | —    | —    | ۱۴    | ۲     |
| هوگسوند            | ۲۰۱۷     | لیگ برتر نروژ         | ۲۴   | ۵   | ۱    | ۰   | —       | —       | ۴    | ۲    | ۲۹    | ۷     |
| هوگسوند            | مجموع    | مجموع                 | ۳۸   | ۷   | ۱    | ۰   | ۰       | ۰       | ۴    | ۲    | ۴۳    | ۹     |
| الاتفاق            | ۲۰۱۷–۱۸  | لیگ حرفه‌ای عربستان    | ۱۲   | ۲   | ۱    | ۰   | —       | —       | —    | —    | ۱۳    | ۲     |
| مجموع کل           | مجموع کل | مجموع کل              | ۱۶۴  | ۲۸  | ۲۱   | ۳   | ۱۰      | ۱       | ۸    | ۴    | ۲۰۳   | ۳۶    |

1. 1 2 3  قرضی از شفیلد یونایتد
2. 1 2  حضورها در لیگ اروپا